# Andes decempunctatus
Andes decempunctatus är en insektsart som beskrevs av Van Stalle 1982. Andes decempunctatus ingår i släktet Andes och familjen kilstritar. Inga underarter finns listade i Catalogue of Life.